# تجلی مریم

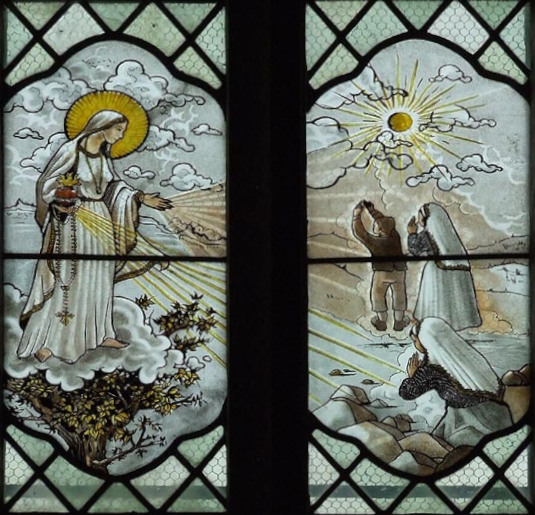
نقاشی از لحضه تجلی مریم در کلیسایی در فرانسه

تجلی مریم به ادعای ظهور مریم (مادر عیسی) در مقابل فرد یا افرادی، که غالباً کاتولیک هستند، گفته می‌شود. تجلی‌ها معمولاً به نام شهری که در آن گزارش شده‌اند شناخته می‌شوند.